# 森田季節
森田 季節（もりた きせつ、1984年4月10日 - ）は日本の男性小説家、ライトノベル作家。兵庫県神戸市出身。

## 略歴
兵庫県立長田高等学校を経て京都大学文学部卒業、京都大学大学院文学研究科修士課程中退（日本史学専修）。中世政治史専攻で、卒業論文では熊野別当の湛増を扱った。
大学院在学中の2008年、『ベネズエラ・ビター・マイ・スウィート』で第4回MF文庫Jライトノベル新人賞優秀賞を受賞（当時23歳）、同年9月、同作品でデビューする。同賞には前回も応募している。2009年より3年間は、福井県に在住していた。2016年度、東北芸術工科大学特別講師に就任。
ライトノベル作家を題材とした渡辺伊織の漫画『ゆとりノベライズ』の取材協力もしている。

### なろう作家としての側面
「小説家になろう」に投稿していた作品が日刊ランキング一位を獲得。同じ時期に一風変わった設定の異世界作品を複数投稿するようになり、その投稿作品の幾つかが書籍化されることになる。
また、小説家になろうで人気だった『スライム倒して300年、知らないうちにレベルMAXになってました』は2021年にテレビアニメが放送され、その後第2期の制作も決定している。

## 作品リスト

### シリーズ作品
- 原点回帰ウォーカーズ（2009年1月 - 5月 MF文庫J 全2巻）- イラスト：深崎暮人
- 不堕落なルイシュ（2010年6月 - 10月 MF文庫J 全2巻）- イラスト：伊東ライフ
- お前のご奉仕はその程度か?（2011年7月 - 2013年10月 GA文庫 全7巻）- イラスト：尾崎弘宜
- 神聖魔法は漆黒の漆原さん（2012年1月 - 5月 MF文庫J 全2巻）- イラスト：Mitha
- デキる神になりますん（2012年3月 - 6月 ファミ通文庫 全2巻）- イラスト：nauribon
- 魔女の絶対道徳（2012年11月 - 2013年3月 ファミ通文庫 全2巻）- イラスト：NOCO
- つきたま（2012年12月 - 2013年9月 ガガガ文庫 全3巻）- イラスト：osa
- クラスメイト・コレクション（2013年5月 - 7月 GA文庫 全2巻）- イラスト：赤人
- 烈風の魔札使と召喚戦争（2013年8月 - 2014年7月 オーバーラップ文庫 全4巻）- イラスト：クロサワテツ
- 不敗無敵の影殺師（2014年3月 - 2016年6月 ガガガ文庫 全7巻）- イラスト：にぃと
- アルケニストの終焉創造術（2014年4月 - 2015年8月 GA文庫 全5巻）- イラスト：遥華ナツキ
- セントレイン戦記 七戦姫と禁忌の魔剣士（2014年11月 - 2015年1月 オーバーラップ文庫 全2巻）- イラスト：nauribon
- 封神演戯（2015年5月 - 2016年1月 ダッシュエックス文庫 全3巻）- イラスト：むつみまさと
- 伊達エルフ政宗（2016年4月 - 2017年8月 GA文庫 全4巻）- イラスト：光姫満太郎
- チートな飼い猫のおかげで楽々レベルアップ。さらに獣人にして、いちゃらぶします。（2016年11月 - 2017年5月 GAノベル 全2巻）- イラスト：ファルまろ
- スライム倒して300年、知らないうちにレベルMAXになってました（2017年1月 - GAノベル 既刊28巻＋外伝1巻）- イラスト：紅緒
- 物理的に孤立している俺の高校生活（2017年2月 - 2020年12月、ガガガ文庫 全9巻）- イラスト：Mika Pikazo
- 若者の黒魔法離れが深刻ですが、就職してみたら待遇いいし、社長も使い魔もかわいくて最高です!（2017年6月 - ダッシュエックス文庫 既刊6巻）- イラスト：47AgDragon
- 織田信長という謎の職業が魔法剣士よりチートだったので、王国を作ることにしました（2017年7月 - 2018年3月 GAノベル 全3巻）- イラスト：紫乃櫂人
- 魔王です。女勇者の母親と再婚したので、女勇者が義理の娘になりました。（2018年9月 - ガガガブックス 既刊4巻）- イラスト：すし*
- きれいな黒髪の高階さん（無職）と付き合うことになった（2018年11月 - 2019年3月 GA文庫 全2巻）- イラスト：紅林のえ

### ノンシリーズ
- ベネズエラ・ビター・マイ・スウィート（2008年9月 MF文庫J）- イラスト：文倉十
- プリンセス・ビター・マイ・スウィート（2008年12月 MF文庫J）- イラスト：文倉十
- 桜木メルトの恋禁術（2009年9月 MF文庫J）- イラスト：nino
- ともだち同盟（2010年6月 角川書店）- イラスト：シライシユウコ
- 不動カリンは一切動ぜず（2010年9月 ハヤカワ文庫JA）- イラスト：吉田ヨシツギ
- エトランゼのすべて（2011年10月 星海社FICTIONS）- イラスト：庭
- 落涙戦争（2012年3月 講談社）- イラスト：深山フギン
- ノートより安い恋（2012年4月 Yuri-Hime Novel）- イラスト：小山鹿梨子
- 小説 いまいち萌えない娘（2012年10月 神戸新聞総合出版センター）- イラスト：朝霧ひろ
- ウタカイ（2013年2月 Yuri-Hime Novel／2019年6月 ハヤカワ文庫JA）- イラスト：えいひ
- どうせ私は狐の子（2013年2月 TOブックス）- イラスト：藤ちょこ
- ストレンジガールは甘い手のひらの上で踊る（2015年2月 MF文庫J）- イラスト：文倉十
- てらめぐりぶ?（2016年4月 ホワイトブックス）- イラスト：風華チルヲ
- 異世界作家生活 女騎士さんと始めるものかきスローライフ（2016年5月 ダッシュエックス文庫）- イラスト：こうましろ
- 赤ペン精霊の神剣ゼミでクラス最強の魔法剣士になれました（2017年1月 レッドライジングブックス）- イラスト：ぽに～
- 異世界お好み焼きチェーン 大阪のオバチャン、美少女剣士に転生して、お好み焼き布教!（2017年6月 アース・スター ノベル）- イラスト：シソ
- 女賢者の明智光秀だが、女勇者の信長がパーティーにいて気まずい（2019年10月 LINE文庫エッジ）- イラスト：yaman**
- 昨日、助けていただいた魔導書です（2020年3月 ダッシュエックス文庫）- イラスト：華若葉
- 異世界エルフと京大生（2024年7月 星海社FICTIONS）- イラスト：久賀フーナ
- 錬金術師のゆるふわ離島開拓記（2024年12月 GA文庫）- イラスト：松うに[6]

### 単行本未収録

#### 短編
- 「赤い森」 - 『NOVA 4 書き下ろし日本SFコレクション』（2011年5月 河出文庫）
- 「ゆるい夏の日」 - 『ゆるゆりノベルアンソロジー』（2011年10月 一迅社文庫）
- 「四十九日恋文」 - 『S-Fマガジン』2019年2月号 / 『アステリズムに花束を 百合SFアンソロジー』（2019年6月 ハヤカワ文庫JA）
- 「殯の夢」 - 『S-Fマガジン』2022年8月号

#### 長編
- 「不遇の荷物持ち、最強賢者に至る」 - 『Xfolio』2023年9月19日 - 連載中

### 漫画原作
- 女騎士さんのしくじりメシ 〜異世界女子日本ごはん探訪紀行〜（2021年2月 - 同年8月、漫画：星野蒼一朗、水曜日はまったりダッシュエックスコミック）
- スライム倒して300年、知らないうちにレベルMAXになってました スピンオフ レッドドラゴン女学院（2021年12月10日 - 、漫画：羊箱、ガンガンコミックスONLINE）

## 同人（文芸）
- 「手をはなせ」（『雑音ソナタ。』ラノベ作家休憩所、2010年）
- 「永理の縁が閉じるまで」（『正常小説。』ラノベ作家休憩所、2011年）
- 「オオカミとハヤブサ」（『中性小説。』ラノベ作家休憩所、2012年）
- 「リメンバーズ」（『流星小説。』ラノベ作家休憩所、2013年）
- 「ローリン・フォーチュン」（『救世小説。』ラノベ作家休憩所、2014年）
- 「さよなら、ジャンクガール」（『求刑小説。』ラノベ作家休憩所、2015年）
- 「聖少女」（『流麗小説。』ラノベ作家休憩所、2016年）
- 「文と文と文が手をとりあって、泥の上で／四十九日恋文」（『残響小説。』ラノベ作家休憩所、2017年）
- 「まどろみは遠く、遠く彼女を運ぶ」（『切望小説。』ラノベ作家休憩所、2018年）
- 「大寧寺逢瀬」（『爽快小説。』ラノベ作家休憩所、2019年）